# Lufingen
Lufingen (gzu. Lufige) – miejscowość i gmina (Politische Gemeinde) w północnej Szwajcarii, w kantonie Zurych, w okręgu (Bezirk) Bülach.  

## Demografia
W Lufingen mieszka 2767 osób. W 2021 roku 19,6% populacji gminy stanowiły osoby urodzone poza Szwajcarią.